# Iridomyrmex breviantennis
Iridomyrmex breviantennis é uma espécie de formiga do gênero Iridomyrmex.